# Woodwardia
Woodwardia es un género con 14-20 especies de helechos perteneciente a la familia Blechnaceae,son originarias de las regiones templadas y subtropicales del Hemisferio Norte. Son grandes helechos con frondas que alcanzan los 50-300 cm de longitud, dependiendo de la especie.

## Descripción
Son helechos con rizoma decumbente, escamoso, el ápice erecto o largamente rastrero; hojas estériles y fértiles monomorfas; lámina 1-pinnado-pinnatífida (en Mesoamérica) a 2-pinnada; pinnas pinnatífidas, los segmentos espinulosos (en Mesoamérica) o enteros; aeróforos ausentes en las bases de las pinnas en el envés y a lo largo del pecíolo; raquis recto, no largamente voluble; nervaduras areoladas, al menos a lo largo de las costas, sin nérvulos libres incluidos; soros dispuestos a lo largo de costas o cóstulas, uno por aréola, en la mayoría de las especies profundamente inmersos; x=34, 35. 
En Mesoamérica, Woodwardia se reconoce por su lámina 1-pinnado-pinnatífida y soros cortos separados (no lineares y continuos) a lo largo de las costas y/o cóstulas. El centro de diversificación del género está en China, en donde existen seis o más especies.
Etimología
Woodwardia: nombre genérico otorgado en honor de Thomas Jenkinson Woodward (1745-1820), ficólogo inglés.